# Quintillus

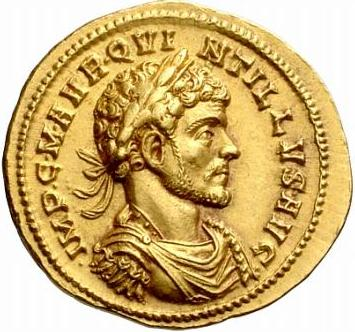
Mynt med relief på Quintillus.

Quintillus (Marcus Aurelius Claudius Quintillus), född cirka 212, död 270, var bror till Claudius II och blev kejsare år 270. Han var kejsare en kort tid mellan 17 och 77 dagar, enligt motstridiga källor.
Marcus Aurelius Claudius Quintillus var yngre bror till Claudius II. Han efterträdde sin bror när hans trupper och senaten utropade honom till kejsare. Men Claudius trupper satte sin lojalitet till Aurelianus. Quintillus begick självmord. 